# Rodica Culcer
Rodica Ioana Alexandra Culcer (n. 30 mai 1952) este o jurnalistă română, care a deținut funcția de director al Direcției de Știri al postului public de televiziune, TVR.

## Biografie
Rodica Ioana Alexandra Culcer s-a născut la data de 30 mai 1952. A absolvit în anul 1975 cursurile Facultății de Filologie, secția engleză-germană, din cadrul Universității București.
După absolvirea facultății, a lucrat ca profesoară de limba engleză (1975-1979). Din anul 1979 a lucrat ca cercetător documentarist la Institutul de științe politice și de studiere a problemei naționale, care funcționa în clădirea Academiei „Ștefan Gheorghiu” din București. Iosif Boda, fostul director științific al Institutului, o considera pe Rodica Culcer „cel mai bun documentarist al institutului”. Conform fișei postului, sintezele sale erau destinate în principal Secției de Politică Externă a CC al PCR și Consiliului de Miniștri.
Institutul a fost desființat în anul 1984.
A colaborat la revista Era Socialistă. 
În perioada 1985-1991 a fost referentă la Ambasada Statelor Unite din București, mai întâi în secția politică, apoi în secția de presă. Începând din anul 1991, a lucrat ca producător la BBC World Service, secția de limbă română. În anul 1999, a fost admisă la un stagiu de 6 luni la programele de actualități Newshour și Europe Today ale Serviciului Mondial BBC în limba engleză.
Revenită în România, a deținut funcția de director al Departamentului de Știri de la Radio Europa FM (2000-2003), din care a demisionat împreună cu Cosmin Prelipceanu și Nadina Forga, acuzând conducerea postului de cenzură în favoarea Guvernului Adrian Năstase. Între 2003 și 2005 a fost directoare generală la Radio Total. A colaborat de asemenea la TVR, unde în 2002-2003 a realizat emisiunea politică săptămânală „Ultima ediție”, scoasă din grilă după demisia ei de la EuropaFM; și la postul Realitatea TV, unde a realizat emisiuni electorale și post-electorale cu Mihai Tatulici în 2004.
În august 2005, Rodica Culcer a câștigat concursul pentru postul de director al Direcției de Știri al postului public de televiziune, TVR, propunându-și ca obiectiv relansarea știrilor TVR, de a le face cât mai credibile, mai dinamice și mai profesioniste.,
În octombrie 2008 Consiliul de Administrație al TVR condus de Alexandru Sassu i-a eliminat toate atribuțiile editoriale din fișa de post, în urma scandalului „Pălinca și Caltaboșii”, în care luase decizia de a difuza în Jurnal un material care ilustra mituirea ministrului agriculturii Decebal Traian Remeș. Consiliul de Onoare al Clubului Român de Presă și CNA au decis că a acționat în interesul public, dar Alexandru Sassu a considerat actul ilegal și imoral. 
Rodica Culcer publică săptămânal articole în presa scrisă, în publicații cum ar fi Revista 22 Formula AS și Evenimentul zilei și ocazional în Lettre Internationale și Opinia studențească. Este membră a Grupului pentru Dialog Social și din iunie 2009, membră în Consiliul de Administrație al GDS.
Rodica Culcer este căsătorită și are un fiu.

## Controverse
În februarie 2007, Asociația Civic Media a cerut CNSAS verificarea relațiilor Rodicăi Culcer cu fosta Securitate, susținând ca jurnalista avea, în anul 1989, gradul de locotenent-colonel în Securitate. În același an, CNSAS a decis ca Rodica Culcer nu a colaborat cu Securitatea.